# Bruce Thomas (acteur)
Bruce Thomas (17 mei 1961) is een Amerikaans acteur.

## Carrière
Thomas begon in 1992 met acteren in de film Army of Darkness. Hierna heeft hij nog meerdere rollen gespeeld in films en televisieseries zoals Beverly Hills, 90210 (1998), The Bold and the Beautiful (1999), Thirteen Days (2000), Legally Blonde (2001), Weeds (2005-2006) en Kyle XY (2006-2009). 

## Filmografie

### Films
Uitgezonderd korte films.
- 2023 A Cowboy Christmas Romance - als Harrison Crenshaw
- 2019 Batman: Hush - als Gordon (stem)
- 2018 Interference - als Wolf
- 2018 Freedom Fighters - The Ray - als Richard Terrill (stem)
- 2017 A Family for the Holidays - als Holden Pierce
- 2017 Shockwave - als Pierce
- 2016 Batman: Bad Blood - als commissaris Gordon (stem)
- 2015 Camino - als knappe Gent
- 2015 Justice League: Gods and Monsters - als generaal Zod (stem)
- 2014 Son of Batman - als Gordon / Ubu (stemmen)
- 2014 Death Clique - als Paul Cowan
- 2014 Justice League: War - als Desaad (stem)
- 2013 The Cheating Pact - als Greg Hamilton
- 2013 Raze - als William Kurtz
- 2011 Green Lantern: Emerald Knights – als Atrocitus (stem)
- 2011 Hall Pass – als Rick Coleman
- 2008 Babysitter Wanted – als Jim Stanton
- 2007 Closing Escrow – als Peter
- 2004 A Boyfriend for Christman – als Ted Powell
- 2004 Life on Liberty Street – als Mitch
- 2004 Just Desserts – als Jim
- 2003 Legally Blonde 2: Red, White & Blonde – als man van UPS
- 2001 Legally Blonde – als man van UPS
- 2000 Thirteen Days – als Floyd
- 1998 Secrets of a Chambermaid – als Bruce
- 1993 Something Else – als Max
- 1992 Army of Darkness – als Mini-Ash

### Televisieseries
Uitgezonderd eenmalige gastrollen.
- 2023 The Flash: Escape the Midnight Circus - als kapitein Cold - 6 afl.
- 2021 Short Adam - als Derek Stinger - 8 afl.
- 2017 - 2018 Freedom Fighters: The Ray - als mr. Terrill - 4 afl.
- 2014 - 2015 Faking It - als vader van Liam - 6 afl.
- 2006 – 2009 Kyle XY – als Stephen Trager – 43 afl.
- 2005 – 2006 Weeds – als vader van Megan – 2 afl.
- 2004 Star Trek: Enterprise – als Xindi soldaat – 3 afl.
- 2002 Birds of Prey – als Batman – 2 afl.
- 1999 The Bold and the Beautiful – als Trevor McEvoy – 3 afl.
- 1999 Providence – als Beau Tucker – 1 afl.
- 1998 Beverly Hills, 90210 – als Carl Schmidt – 3 afl.

### Computerspellen
- 2024 Call of Duty: Black Ops 6 - als Russell Adler
- 2024 The Elder Scrolls Online: Gold Road - als Ghrakug
- 2023 Starfield - als ruige man
- 2022 Star Ocean: The Divine Force - als Bertrand Hyrein
- 2022 Horizon: Forbidden West - als Vezreh / Aluf
- 2021 Halo Infinite - als masterchief
- 2020 Call of Duty: Black Ops Cold War - als Russell Adler
- 2020 Gears Tactics - als Sid Redburn
- 2015 Rise of the Tomb Raider - diverse stemmen
- 2015 Fallout 4 - als Daniel Finch / Nathan Filmore
- 2015 Halo 5: Guardians - als masterchief
- 2013 Lightning Returns: Final Fantasy XIII - als diverse stemmen
- 2013 Gears of War: Judgment - als kolonel Ezra P. Loomis
- 2012 Halo 4 - als ondervrager

- Bibliothèque nationale de France: cb16079680r (data)
- International Standard Name Identifier: 0000 0001 1473 7917
- Library of Congress Control Number: no2008186247
- Virtual International Authority File: 63839416
- WorldCat: E39PBJqfCDRRvqQjKTyJRcQ6rq